# Amman
Amman (in arabo عمان‎?, ʿAmmān) è una città della Giordania, capitale e città più popolosa dello Stato nonché capoluogo dell'omonimo governatorato. Sorge su 19 colli, a 758 metri sul livello del mare.
Le prime testimonianze di insediamenti nella zona risalgono all'VIII millennio a.C. e appartengono a un sito Neolitico, noto come 'Ain Ghazal, dove sono state portate alla luce le statue più antiche del mondo di forma umana. Durante l'età del ferro, la città era conosciuta come Rabbath Ammon ed era la capitale del Regno ammonita. Nel III secolo a.C., Tolomeo II Filadelfo, faraone dell'Egitto tolemaico, ricostruì la città e la ribattezzò "Filadelfia", rendendola un importante centro di cultura ellenistica. Sotto il dominio romano, Filadelfia era una delle dieci città greco-romane della Decapoli prima di essere governata direttamente come parte della provincia di Arabia Petrea. Nel VII secolo d.C. il Califfato dei Rashidun conquistò la città dai bizantini e le restituì l'antico nome semitico, chiamandola Amman. Per la maggior parte del Medioevo, Amman alternò periodi di devastazione e abbandono a periodi di relativa prosperità; a partire dal XV secolo fu in gran parte in stato di abbandono, situazione che si protrasse fino al 1878 quando le autorità ottomane iniziarono a stabilirvi una comunità di Circassi.
Il primo consiglio municipale di Amman è stato istituito nel 1909 e dal 1921 venne designata come capitale della Transgiordania, cosa che segnò l'inizio di una rapida crescita demografica essendo meta delle migrazioni da tutto il Levante, e a seguito di ondate di immigrati e rifugiati palestinesi nel 1948 e nel 1967, iracheni nel 1990 e nel 2003 e siriani dal 2011. Inizialmente l'area della città si comprendeva sette colline, ma agli inizi del XXI secolo arrivò a estendersi su ulteriori dodici. I suoi quartieri hanno preso il nome dalle colline (Jabal) o dalle valli (Wadi) su cui si trovano, come Jabal Lweibdeh e Wadi Abdoun. La zona più ad est è prevalentemente ricca di siti storici e ospitano spesso attività culturali, mentre la zona ad occidente è più moderna e funge da centro economico della città.
Nel 2018 circa un milione di visitatori è giunto ad Amman, rendendola l'89° città più visitata al mondo e la 12ª città araba più visitata. Amman può vantare un'economia in rapida crescita, ed è considerata come una città globale beta dal Globalization and World Cities Research Network. È stata inoltre nominata come una delle migliori città del Medio Oriente e del Nord Africa sulla base a fattori economici, lavorativi, ambientali e socio-culturali. Per le multinazionali Amman è ritenuta uno dei luoghi più interessanti nel mondo arabo dove aprire i propri uffici regionali, insieme a Doha e solo dietro Dubai.

## Geografia

### Territorio
Amman si trova in una zona collinare del nord-ovest della Giordania ed è posta a un'altitudine fra 1.029 m sul livello del mare e 773 metri. La città è stata costruita sui sette colli, ma oggi si estende su una superficie di diciannove colline che prendono il nome di Jabal o montagna. Molti dei distretti di Amman prendono il nome proprio dalle caratteristiche dei sette colli.

### Clima
Grazie alla sua posizione su un altopiano, Amman gode di un clima mediterraneo e le stagioni generalmente usufruiscono di condizioni climatiche migliori rispetto ad altri luoghi della regione. L'estate giordana raggiunge i 28 °C- 30 °C, ma con bassa umidità e frequenti brezze. Le temperature primaverili ed estive sono estremamente piacevoli e miti. Le temperature invernali (specialmente quelle notturne) oscillano vicino ai -5 °C, le nevicate ad Amman di solito si verificano poche volte l'anno. Il numero di giorni di pioggia nell'arco di un anno varia fra 15 e 95, i giorni con precipitazioni nevose fra 3 e 15. Generalmente non si verificano piogge da giugno a settembre. Negli ultimi anni si sono verificate nevicate anche nel mese di aprile e all'inizio di maggio, cosa insolita per la Giordania.

## Storia

### Preistoria

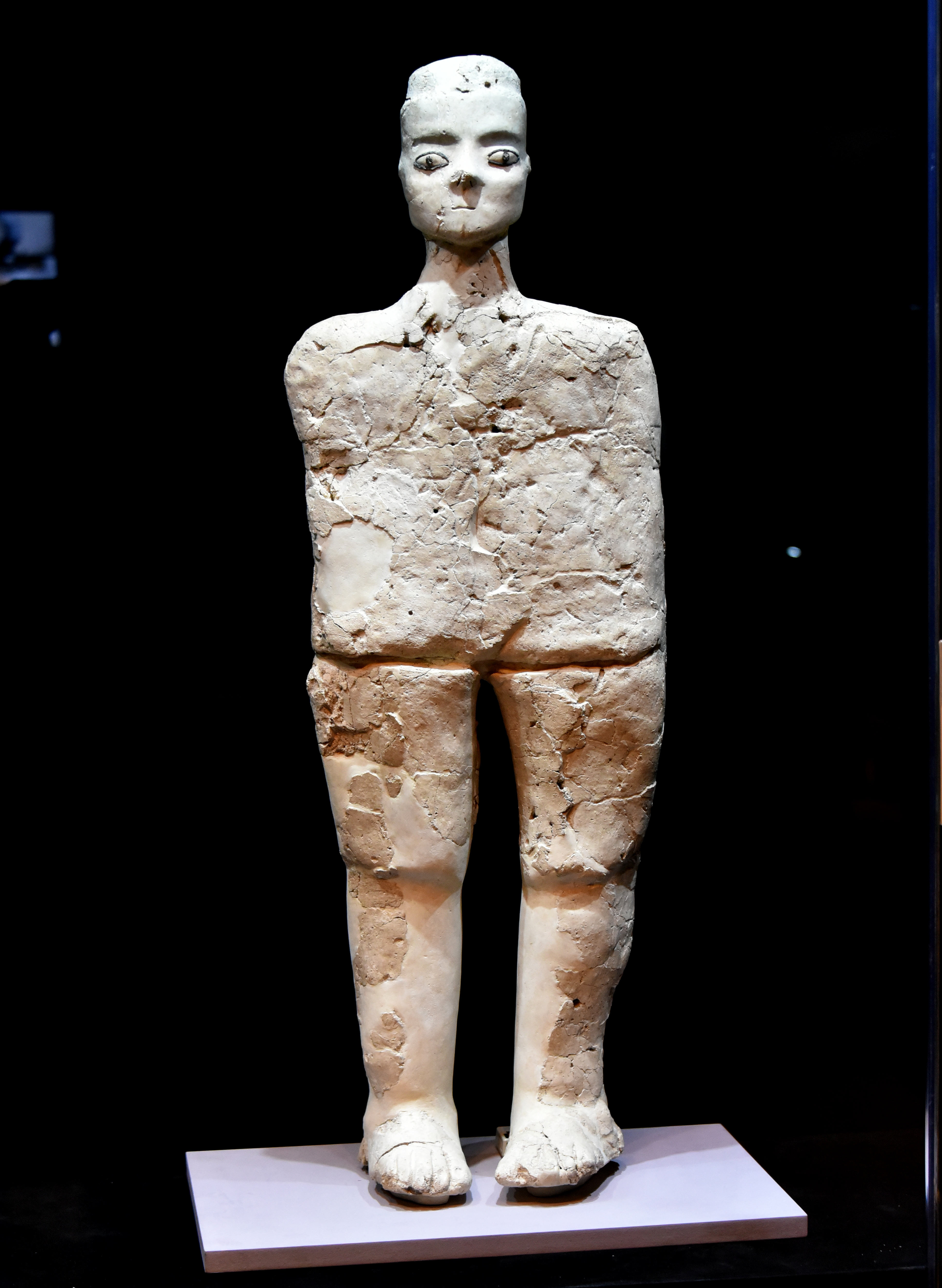
Statue antropomorfe ritrovate presso 'Ain Ghazal; sono considerate le più antiche sculture raffiguranti l'uomo

Amman è stata abitata da parecchie civiltà, la prima delle quali risale al periodo Neolitico, intorno al 6500 a.C. Ciò venne dimostrato grazie alla scoperta presso la periferia di Amman dell sito di 'Ain Ghazal (in arabo عين غزال‎?, "località situata nella parte orientale di Amman"). Al suo apice, intorno al 7000 a.C., l'insediamento si estendeva si di una superficie di 15 ettari ed era abitato da circa 3000 persone (da quattro a cinque volte la popolazione della Gerico del tempo). A quel tempo il sito era un tipico villaggio neolitico aceramico; le abitazioni erano edifici rettangolari in mattoni di fango che comprendevano un soggiorno quadrato principale le cui pareti erano formate da intonaco di calce. Il sito è stato scoperto nel 1974 mentre si stava lavorando alla realizzazione di una strada che attraversava l'area. Nel 1982, quando iniziarono gli scavi, circa 600 metri di strada attraversavano il sito e nonostante i danni causati dall'espansione urbana, i resti di 'Ain Ghazal hanno fornito una notevole quantità di informazioni.
'Ain Ghazal è ben noto soprattutto per una serie di piccole statue antropomorfe trovate nel 1983 quando gli archeologi locali si imbatterono sul bordo di una grande fossa di 2,5 metri che le conteneva. Queste statue sono figure umane realizzate con gesso bianco, con abiti dipinti, capelli e in alcuni casi tatuaggi ornamentali. Trentadue figure sono state trovate in due depositi, quindici delle quali sono figure intere, quindici busti e due teste frammentarie. Tre dei busti possiedono due teste, il cui significato non è chiaro.

### Età del ferro

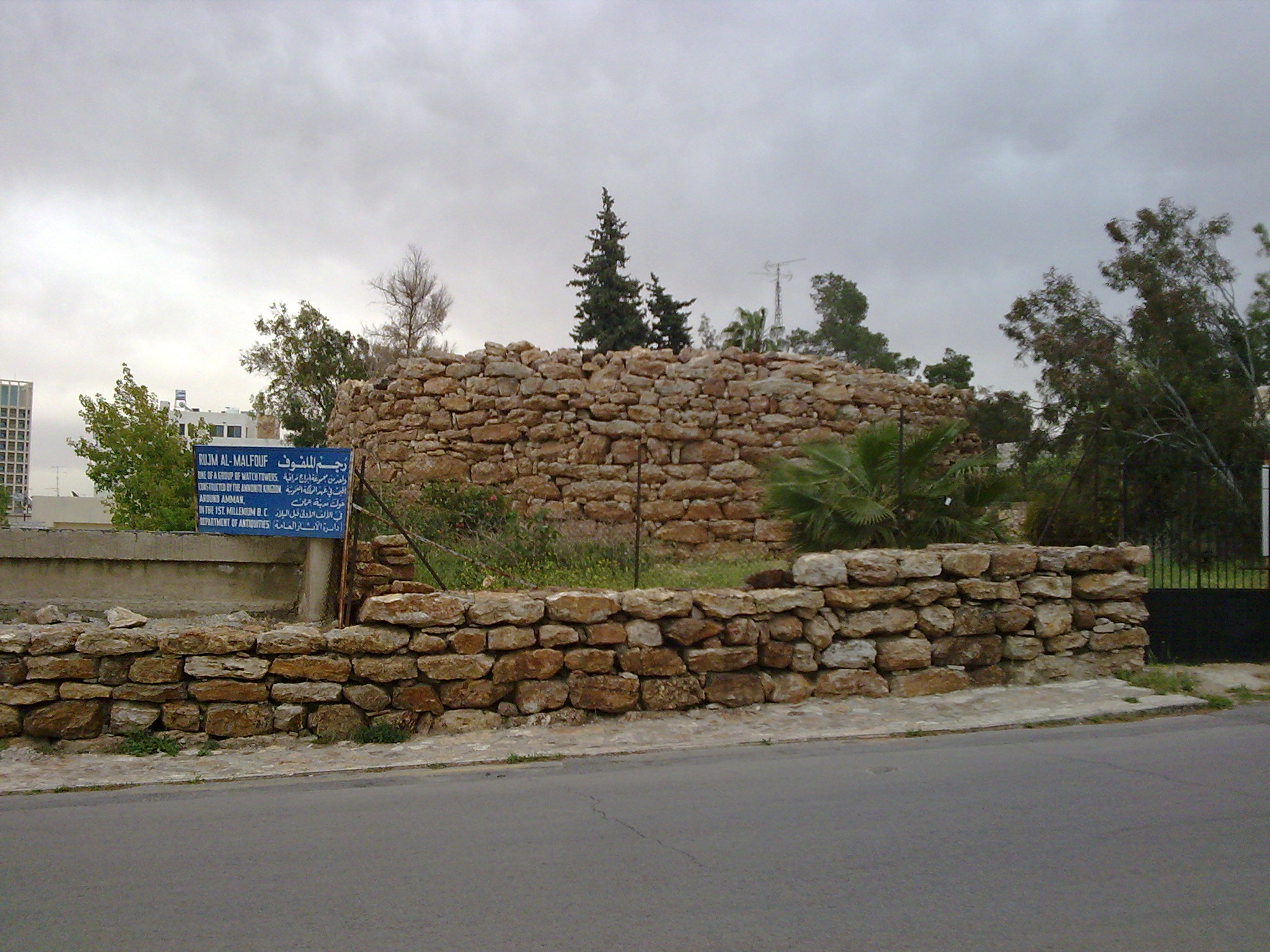
Torre di osservazione di epoca ammonita presso Rujm Al-Malfouf costruita intorno al a.C.

Nel XIII secolo a.C. Amman fu dominata dagli Ammoniti, che ne fecero la loro capitale con il nome di "Rabbah" o "Rabbath Ammon". La città fu in grado di fornire alla regione diverse risorse naturali tra cui arenaria e calcare; questo, insieme a un settore agricolo produttivo, rese Amman un particolarmente vitale lungo la Via Regia, l'antica rotta commerciale che collegava l'Egitto con la Mesopotamia, la Siria e l'Anatolia. Come per gli edomiti e i moabiti, il commercio lungo questa rotta permetteva anche agli ammoniti di beneficiare di guadagni considerevoli. Nella Bibbia viene nominato Milcom come il dio principale degli ammoniti mente un'altra divinità antica, Moloch, è anch'essa menzionata anche nella Bibbia come un altro loro dio ma è probabilmente un errore per Milcom. Tuttavia, gli scavi degli archeologi vicino all'aeroporto Internazionale di Amman hanno portato alla luce un tempio che includeva un altare su cui sono stati rinvenuti molti frammenti ossei umani che hanno mostrato segni di bruciature, facendo supporre che quel luogo funzionasse come una pira funeraria e fosse utilizzato per il sacrificio umano.
Amman è menzionata più volte nella Bibbia ebraica come Rabbat' Bnei 'Amon (in ebraico: רבת בני עמון) o Rabbah (ebraico: רבה). Secondo la narrazione biblica, il re ammonita Hanun si alleò con il re Adadezer di Aram-Zobah contro il Regno Unito d'Israele. Durante la guerra, Joab, il capitano dell'esercito di re Davide, assediò Rabbahv e la distrusse (2 Samuele 12,26-31, 1 Cronache 20:1–2). Davide fece un ingente bottino dalla città, compresa la corona del re, e lo portò alla sua capitale, Gerusalemme (2 Samuele 12:29–3). Il fratello di Hanun, Shobi, fu nominato re al suo posto e divenne un leale vassallo di Davide (2 Samuele 17:27). Centinaia di anni dopo, il profeta Geremia previde l'imminente distruzione e la definitiva desolazione della città (Geremia 49:2).
Oggi esistono diverse rovine dell'età ammonite in tutta Amman, come a Rujm Al-Malfouf e all'interno della Cittadella di Amman. Le rovine di Rujm Al-Malfouf sono costituite da una torre di guardia in pietra utilizzata per garantire la protezione della capitale e da alcuni magazzini più ad est.
La città fu in seguito conquistata dall'Impero assiro e successivamente dall'Impero neobabilonese e dall'Impero persiano.

### Antichità classica

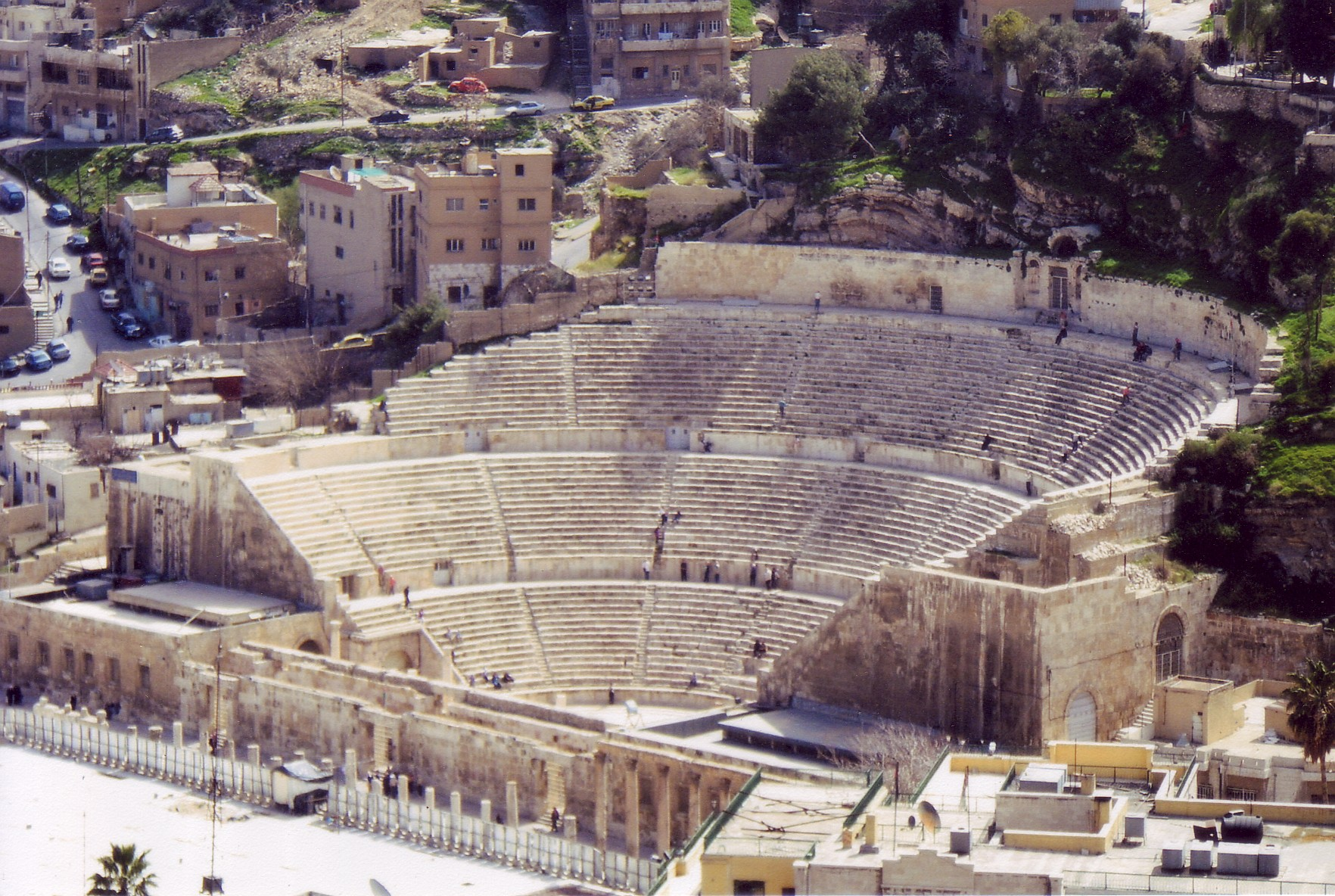
Il Teatro romano di Amman

La conquista del Medio Oriente e dell'Asia centrale da parte di Alessandro Magno consolidò saldamente l'influenza della cultura ellenistica nella regione. I greci fondarono nuove città nell'area dell'odierna Giordania, tra cui Umm Qais, Jerash e Amman. Tolomeo II Filadelfo, il sovrano macedone d'Egitto che occupò e ricostruì la città di Amman, la chiamò "Filadelfia" (in greco antico: Φιλαδέλφεια), che evoca il concetto di "amore fraterno" in greco. Il nome è stato dato come lusinga al suo stesso soprannome, Filadelfo.
Uno dei luoghi monumentali più tipici di tutta l'epoca ellenistica in Giordania è il villaggio di Iraq al-Amir nella valle del Wadi as-Sir, a sud-ovest di Amman, che ospita Qasr al-Abd ("Castello dello Schiavo"). Altri siti archeologici nei dintorni includono un villaggio, una casa isolata e una fontana, tutti oggi appena visibili a causa dei danni provocati da un grave terremoto che colpì la regione nell'anno 362. Si ritiene che Qasr al-Abd fosse stato costruito da Giovanni Ircano II, che era il capo della potente famiglia ebrea dei Tobiadi.
I romani conquistarono gran parte del Levante nel 63 a.C., inaugurando un periodo di dominio che durò quattro secoli. Nell'odierna Giordania settentrionale, le città greche di Filadelfia (Amman), Gerasa, Gadara, Pella e Irbid si unirono ad altre città della Palestina e della Siria: Scitopoli, ippopotami, Capitolia, Canatha e Damasco a formare la Lega della Decapoli, leggendaria confederazione legata da vincoli di interesse economico e culturale. Filadelfia si trovò lungo una strada che si estendeva da Aqaba a Damasco realizzata dall'imperatore Traiano nel 106 d.C. Ciò fornì in breve tempo una spinta economica alla città.

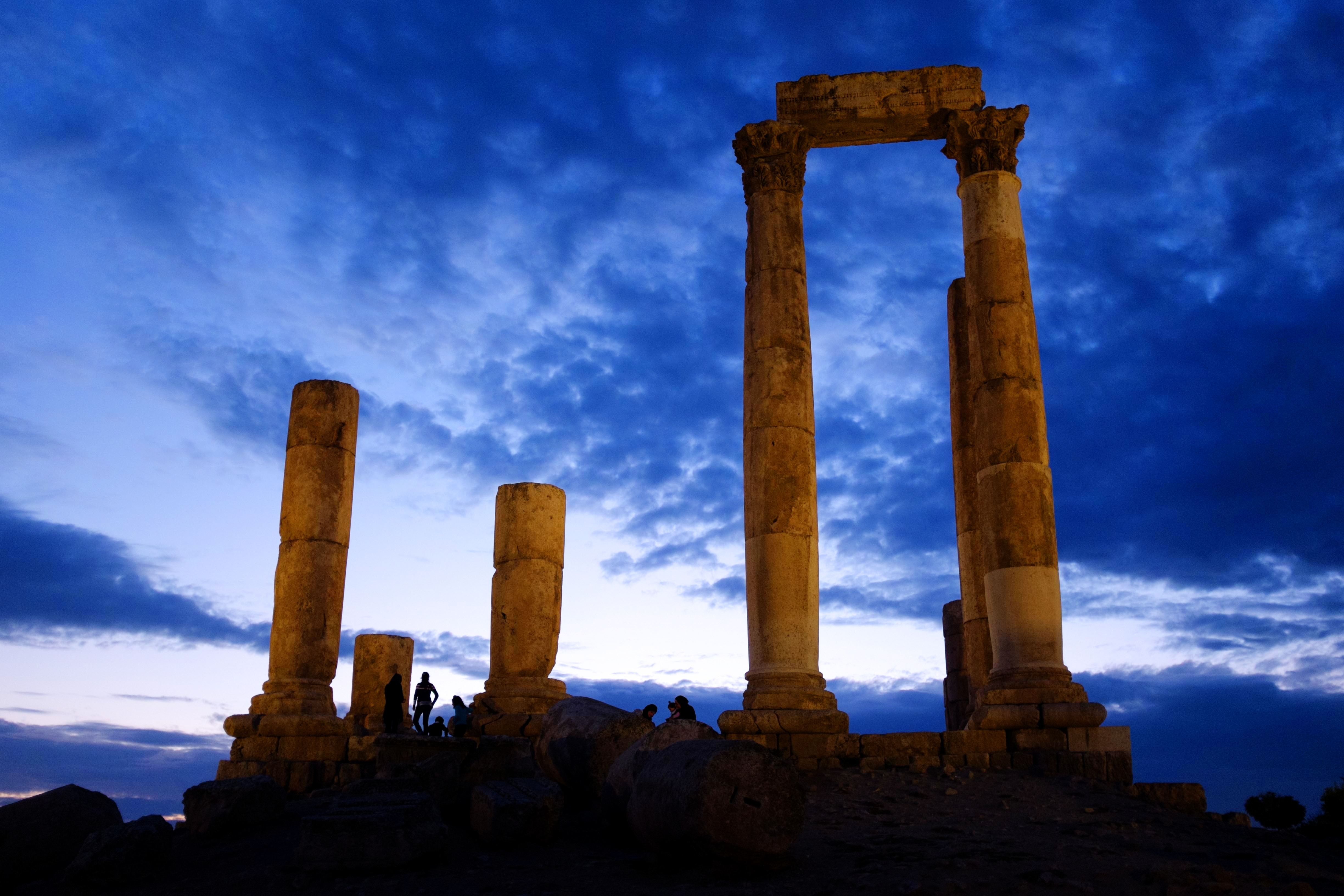
Il Tempio di Ercole

Il dominio romano in Giordania ha lasciato diverse vestigia in tutto il Paese, alcune delle quali presenti ad Amman, come il Tempio di Ercole nella Cittadella, il Teatro romano, l'Odeon e il Ninfeo. I due teatri e la fontana del ninfeo furono costruiti durante il regno dell'imperatore Antonino Pio intorno al 161 d.C. Il teatro era il luogo più grande dei due e aveva una capacità di 6000 partecipanti. Esso era orientato a nord e costruito sul fianco della collina, per proteggere il pubblico dal sole. A nord-est del teatro vi era un piccolo odeon; costruito all'incirca nello stesso periodo del teatro, aveva 500 posti a sedere ed è ancora oggi utilizzato per concerti. Gli archeologi ipotizzano che la struttura fosse originariamente coperta da un tetto in legno per proteggere il pubblico dalle intemperie. Il ninfeo è situato a sud-ovest dell'odeon e fungeva da fontana principale di Filadelfia. Si ritiene che il Ninfeo possedesse una vasca di 600 metri quadrati profonda 3 metri che veniva continuamente riempita d'acqua.
Nell'VII secolo, durante il tardo periodo bizantino, nella città avevano sede diversi vescovi e chiese.

### Età islamica

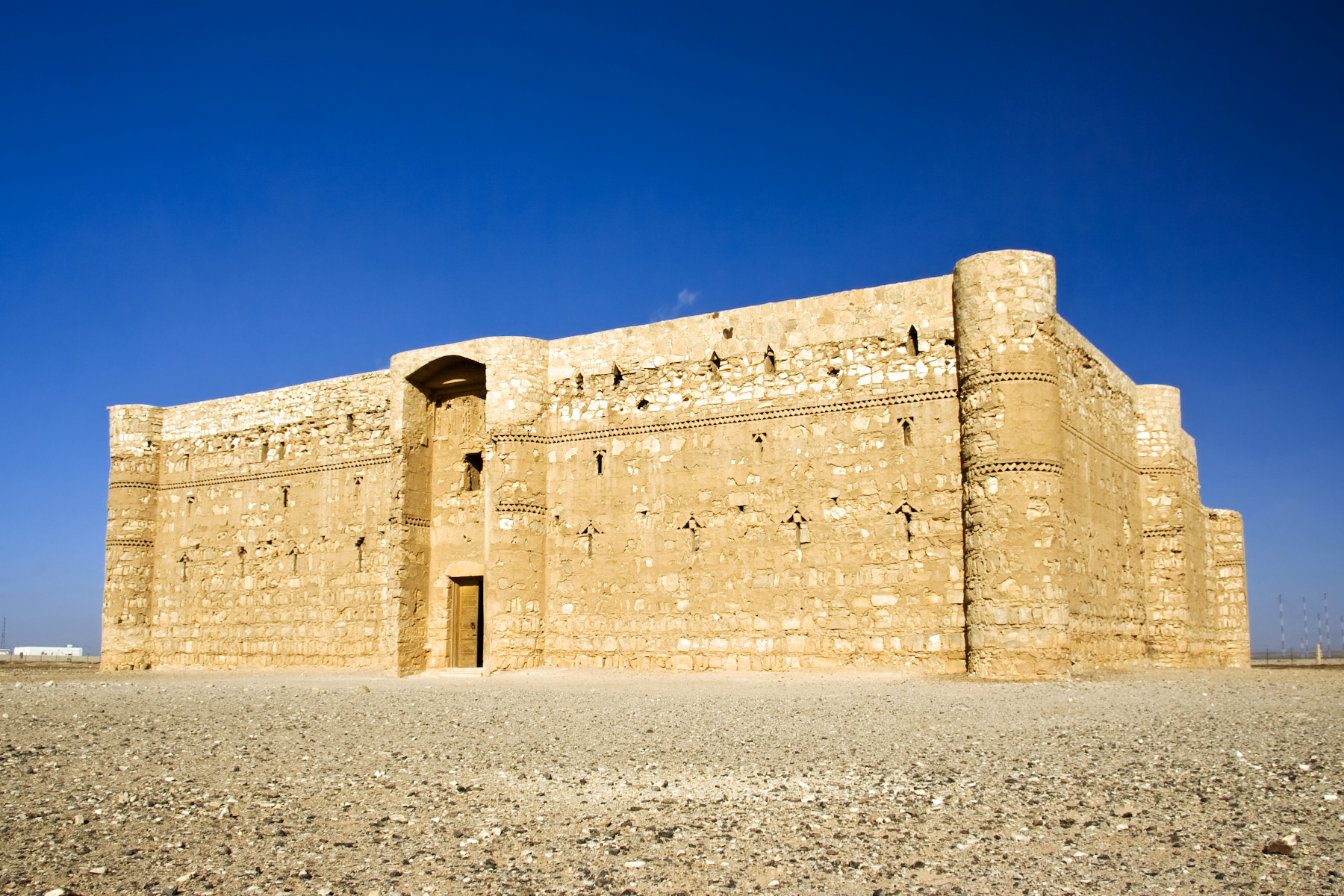
Qasr al-Kharana, uno dei castelli del deserto non molto distante da Amman

Intorno al 630 d.C., il Califfato Rashidun conquistò la regione a spese dei bizantini, dando inizio all'età islamica nel Levante. Filadelfia fu ribattezzata "Amman" dai musulmani ed entrò a far parte dello jund di Damasco. Al tempo già gran parte della popolazione parlava l'arabo, cosa che ha facilitato l'integrazione nel califfato così come la conversione alla religione islamica. Sotto i califfi Omayyadi, che iniziarono a governare nel 661, numerosi castelli del deserto furono edificati come mezzo per governare l'area desertica dell'odierna Giordania, molti dei quali sono ancora ben conservati. In quel momento Amman fungeva già da centro amministrativo. Gli Omayyadi costruirono un grande palazzo sulla collina della Cittadella di Amman, oggi noto come Palazzo degli Omayyadi. La città fu successivamente distrutta da numerosi terremoti e disastri naturali, incluso un terremoto particolarmente grave nel 747. Gli Omayyadi furono rovesciati dagli Abbasidi tre anni dopo.
L'importanza di Amman diminuì verso la metà dell'VIII secolo dopo che i danni causati da diversi terremoti la resero inabitabile. Gli scavi effettuati nella porzione crollata del Palazzo degli Omayyadi hanno rivelato resti di forni risalenti al tempo degli Abbasidi (750–969) e dei Fatimidi (969–1099). Alla fine del IX secolo, Amman fu indicata come la "capitale" dei Balqa dal geografo al-Ya'qubi, attribuzione riportata anche nel 985 dallo storico gerosolimitano al-Muqaddasi aggiungendo che era una città posta ai margini del deserto siriano, che era circondata da villaggi e campi di grano ed che da riforniva tutta la regione di agnelli, grano e miele. Inoltre, al-Muqaddasi descrive Amman come un "porto del deserto" dove si rifugiavano i beduini arabi e che la sua cittadella, che dominava la città, conteneva una piccola moschea.

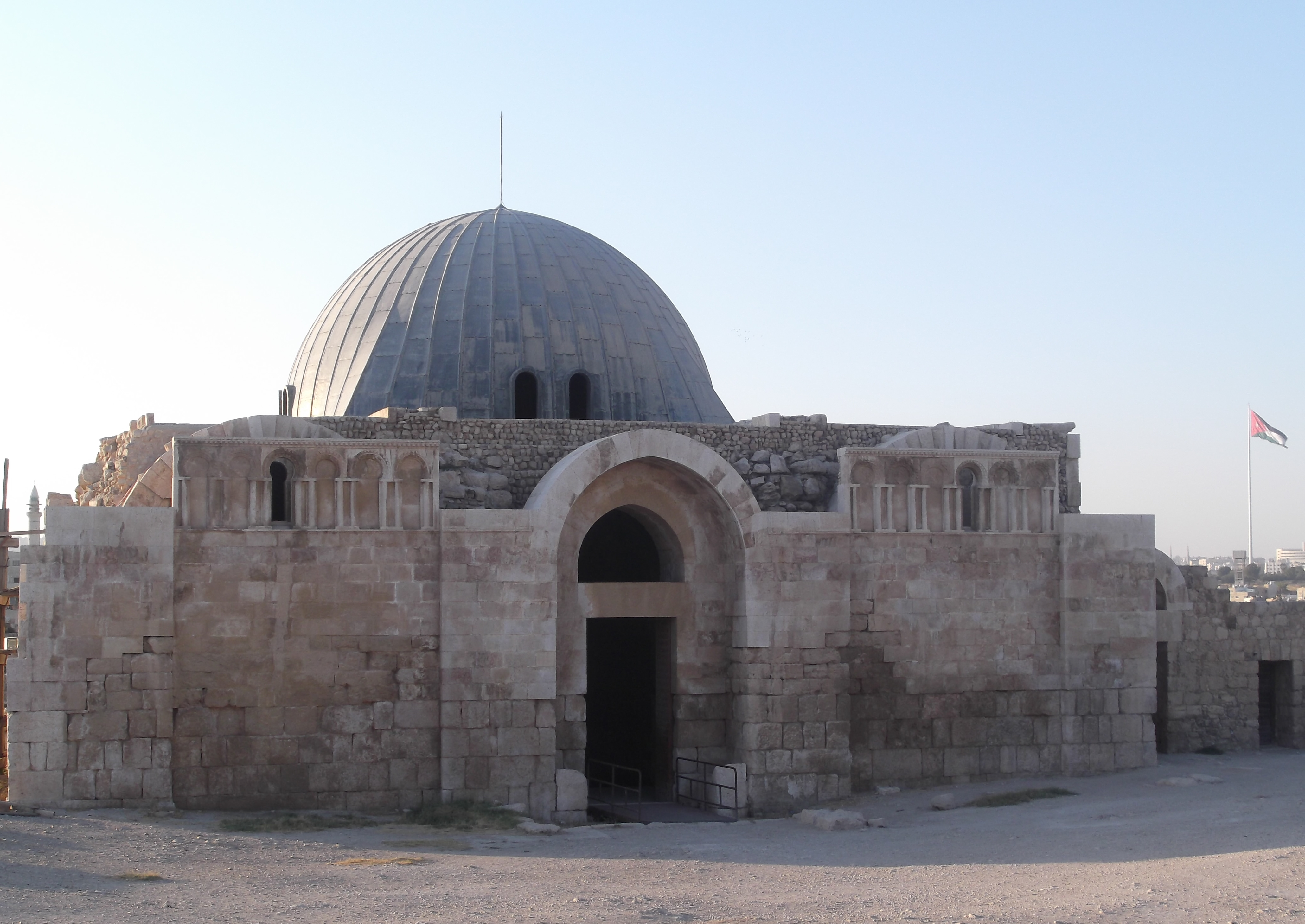
Palazzo degli Omayyadi nella Cittadella di Amman costruito intorno al 700 d.C.

L'occupazione della collina della Cittadella da parte del Regno crociato di Gerusalemme è finora basata solo sull'interpretazione delle fonti crociate. Guglielmo di Tiro scrisse nella sua Historia che nel 1161 Philippe de Milly ricevette il castello di Ahamant, che si ritiene fosse Amman, come parte della signoria di Oltregiordano. Nel 1166 Philippe si unì all'ordine militare dei Cavalieri Templari, cedendo loro una parte significativa del proprio feudo tra cui il castello di Ahamant o "Haman", come venne chiamato nell'atto di conferma emesso dal re Amalrico I di Gerusalemme. Tuttavia nel 1170 Amman era in mano agli Ayyubidi musulmani. I resti di una torre di avvistamento sulla collina della Cittadella, prima attribuita ai crociati, ora sono datati all'epoca dei loro successori, lasciando che siano necessarie ulteriori ricerche per trovare quella che fu l'ubicazione del castello dei crociati. Durante il periodo ayyubide, il geografo damasceno al-Dimashqi scrisse che Amman faceva parte della provincia di al-Karak, sebbene della città fossero rimaste "solo rovine".

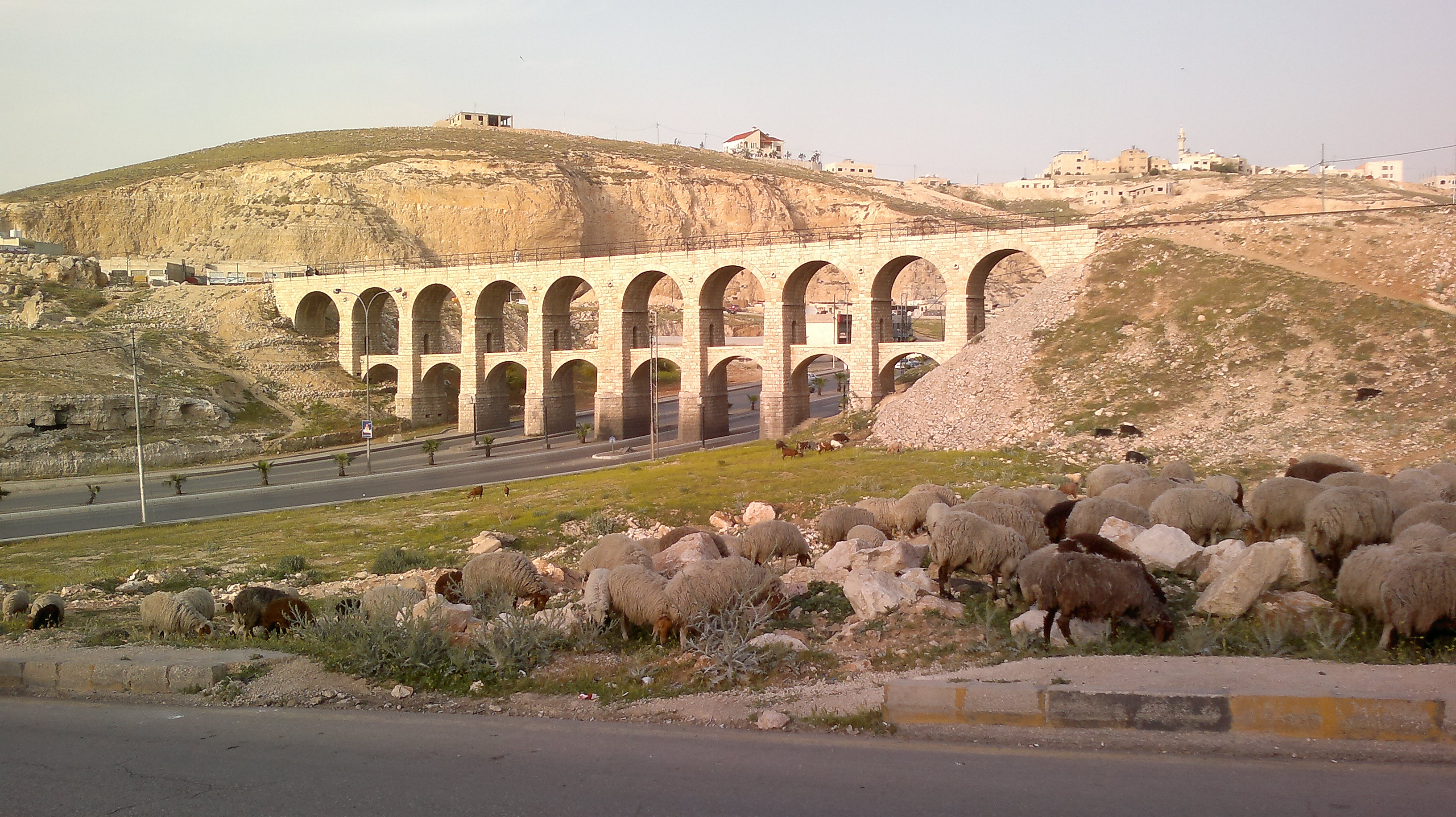
Ponte di epoca ottomano, costruito intorno al 1910 nei pressi di Amman come parte della ferrovia dell'Hegiaz

Durante l'era mamelucca (fine XIII-inizio XVI secolo), la regione di Amman fece parte di Wilayat Balqa, il distretto più meridionale di Mamlakat Dimashq (provincia di Damasco). Nella prima metà del XIV secolo la capitale del distretto fu Hisban, un centro amministrativo minore, che aveva una guarnigione considerevolmente inferiore rispetto agli altri centri amministrativi della Transgiordania, vale a dire Ajlun e al-Karak. Nel 1321, il geografo e storico Abulfeda, registrò che Amman era "una città molto antica" con terreno fertile e circondata da campi agricoli. Nel 1356, probabilmente per ragioni economiche,la capitale di Balqa fu trasferita da Hisban ad Amman. Nel 1357, l'emiro Sirghitmish acquistò Amman nella sua interezza, quasi certamente per utilizzare le entrate della città per aiutare a finanziare la Madrasa di Sirghitmish che fece erigere al Cairo in quello stesso anno. Dopo l'acquisto della città, Sirghitmish trasferì i tribunali, la burocrazia amministrativa, i mercati e la maggior parte degli abitanti di Hisban ad Amman; finanziò, inoltre, nuove opere edilizie in città.
Dopo la morte di Sirghitmish nel 1358 Amman passò alle generazioni successive dei suoi discendenti fino al 1395 quando i venne venduta all'emiro Baydamur al-Khwarazmi, viceré di Damasco. In seguito, parte delle terre coltivabili di Amman furono vendute all'emiro Sudun al-Shaykhuni (morto nel 1396), viceré dell'Egitto. Le sempre più frequenti divisioni e vendite della città e delle terre di Amman a diversi proprietari furono causa di una crisi economica che coincise con la restaurazione di Hisban come principale città della Balqa nel corso del XV secolo. Da allora e fino al 1878, Amman fu un insediamento in stato di quasi abbandono, periodicamente utilizzato per ospitare contadini stagionali che coltivavano seminativi nelle sue vicinanze e dalle tribù beduine che ne utilizzavano i pascoli e l'acqua. L'Impero ottomano annetté la regione di Amman nel 1516, ma per gran parte del tempo sotto il suo dominio al-Salt fu il vero centro politico della Transgiordania.

### Età moderna e contemporanea
Amman tornò ad essere abitata nel 1878, quando arrivarono diverse centinaia di Circassi musulmani vi giunsero in seguito alla loro espulsione dai territori balcanici che si erano resi indipendenti dall'Impero ottomano. Tra il 1878 e il 1910, ulteriori decine di migliaia di circassi provenienti dall'Impero russo vennero qui convogliati e, poiché si trattava perlopiù di contadini, le autorità ottomane gli concessero appezzamenti di terra da coltivare. Il loro insediamento faceva parzialmente parte del progetto dello statista ottomano Kamil Pasha di stabilire un vilayet con sede ad Amman, che, insieme ad altri siti nelle sue vicinanze, sarebbero diventati comuni circassi a garanzia della sicurezza della via tra Damasco e Medina. I primi coloni circassi, appartenenti al gruppo etnico dei Sciapsughi, si stabilirono nei pressi Del teatro romano di Amman e ne utilizzarono le pietre per la costruzione delle loro case. Durante il suo viaggio del 1879, il viaggiatore inglese Laurence Oliphant notò che la maggior parte dei coloni circassi originari avevano già lasciato Amman e solo 150 vi erano rimasti. Tra il 1880 e il 1892 si unirono i circassi dei gruppi Kabardian e Abzakh.

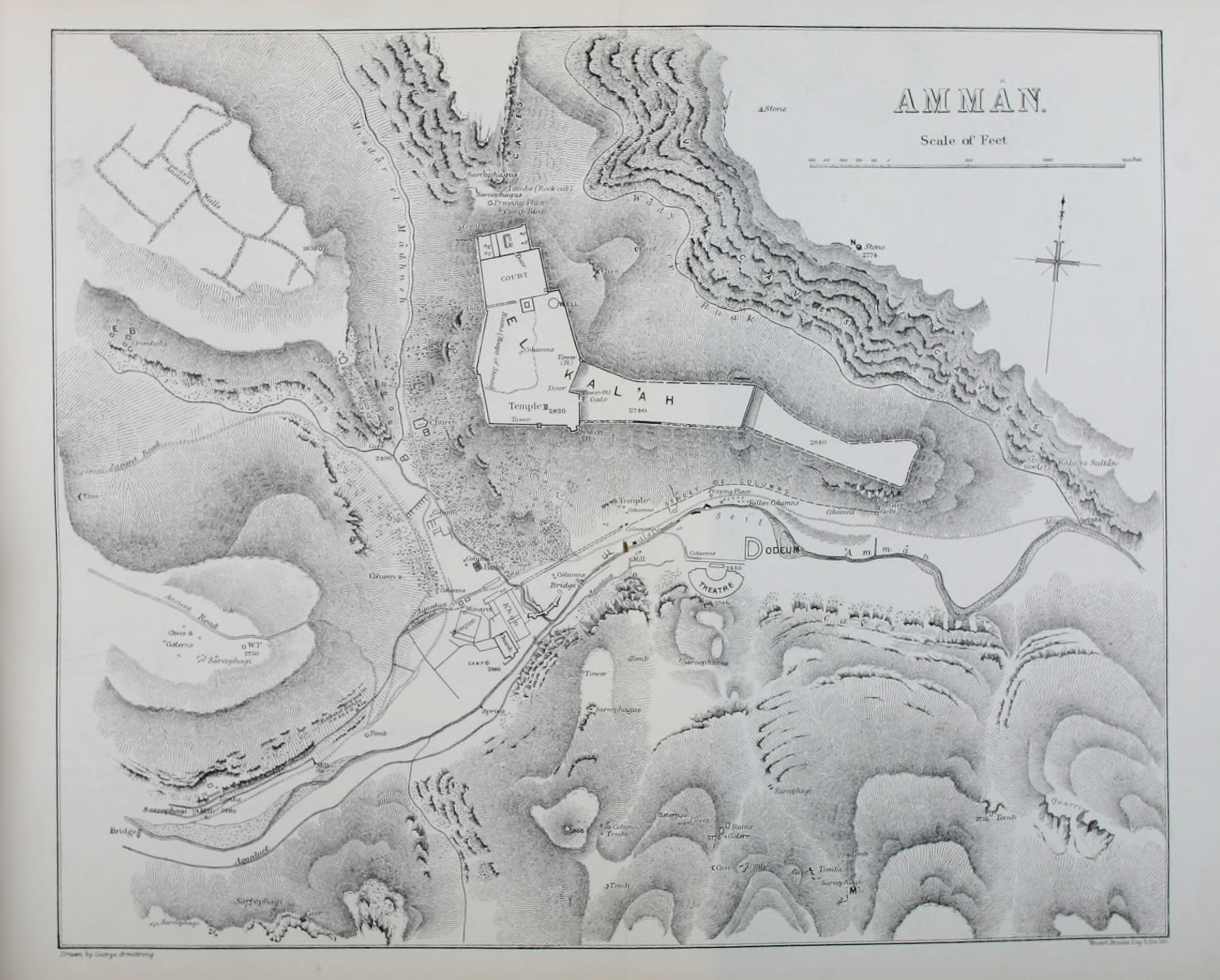
La prima mappa di Amman realizzata con criteri scientifici nel 1881.

Fino al 1900 l'insediamento abitativo era concentrato nella valle e sui pendii del torrente Amman, dove i coloni costruirono case di mattoni di fango con tetti in legno. Il sacerdote domenicano e francese Marie-Joseph Lagrange nel 1890 commentò a proposito di Amman: "Una moschea, gli antichi ponti, tutto ciò che si confonde con le case dei Circassi, conferiscono ad Amman una fisionomia notevole". Il nuovo villaggio divenne un Nahiya (sottodistretto) della Qaḍāʾ di al-Salt nel Sangiaccato di Karak fondato nel 1894. Nel 1908 Amman contava 800 case divise su tre quartieri principali, Shapsug, Kabartai e Abzakh, ciascuno dei quali chiamato in onore dei gruppi circassi che vi si erano stabiliti; vi erano anche un certo numero di moschee, dei mercati all'aperto, dei negozi, delle panetterie, mulini, una fabbrica tessile, un ufficio postale e telegrafico e un complesso governativo (Saraya). Successivamente gli immigrati curdi fondarono il proprio quartiere chiamato "al-Akrad", mentre un certo numero di abitanti delle vicine di al-Salt e di al-Fuheis, con l'obiettivo di evitare tasse elevate, la coscrizione o attratti da incentivi finanziari, si trasferirono in città come lo fecero per gli stessi motivi i commercianti di Najd e del Marocco.
La demografia di Amman cambiò radicalmente dopo la decisione del governo ottomano di costruire la ferrovia dell'Hegiaz che collegava Damasco e Medina facilitando anche il pellegrinaggio annuale dell'Hajj. Operativa nella Transgiordania centrale a partire dal 1903, la ferrovia contribuì a trasformare Amman da un piccolo villaggio in un importante centro commerciale della regione. L'imprenditorialità circassa, facilitata dalla ferrovia, contribuì ad attrarre investimenti da parte di mercanti di Damasco, Nablus e Gerusalemme, molti dei quali si trasferirono qui negli anni 1890 e 1910.
Il primo consiglio municipale di Amman fu istituito nel 1909 e il circasso Ismael Babouk venne eletto sindaco.

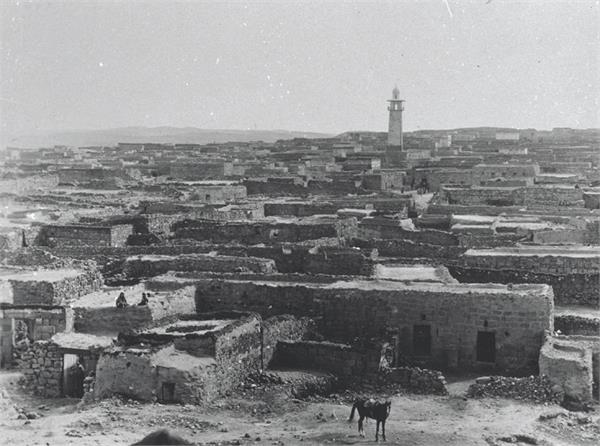
Amman nel 1920

Durante la prima guerra mondiale e la successiva rivolta araba, qui vennero combattute la prima e la seconda battaglia di Amman nel contesto del teatro bellico mediorientale. Amman vantava una posizione strategica lungo la ferrovia dell'Hejaz e la sua presa da parte delle forze britanniche e dell'esercito sceriffiano facilitò l'avanzata dei primi verso Damasco. La seconda battaglia fu vinta dagli inglesi, con conseguente istituzione del mandato britannico.
Nel 1921 ʿAbd Allāh I scelse Amman come sede del governo per la creazione dell'Emirato di Transgiordania e successivamente come capitale del Regno hashemita del Giordano.
Amman rimase una piccola città fino al 1948, quando ebbe inizio un afflusso di rifugiati palestinesi che portò ad un considerevole aumento di popolazione; è in questo anno, infatti, che una risoluzione ONU decide di creare lo Stato di Israele e quello della Palestina. Il governo giordano partecipa al tentativo di eliminare lo Stato di Israele in alleanza con quasi tutti i Paesi arabi della regione (prima guerra arabo-israeliana). Nel 1967 si registra una seconda imponente ondata in corrispondenza dell'occupazione da parte di Israele dei rimanenti territori dell'Egitto (Striscia di Gaza) e della Giordania (dopo la guerra dei sei giorni di nuovo persa dalla Giordania).
Dall'8 all'15 maggio 2009, si è recato in storica visita apostolica ad Amman, papa Benedetto XVI, il quale ha celebrato la santa messa allo Stadio internazionale di Amman. Dal 24 al 26 maggio 2014 papa Francesco è il quarto pontefice che si reca in Terra Santa, dopo Paolo VI (4-6 gennaio 1964), Giovanni Paolo II (20-26 marzo 2000).

## Paesaggio urbano

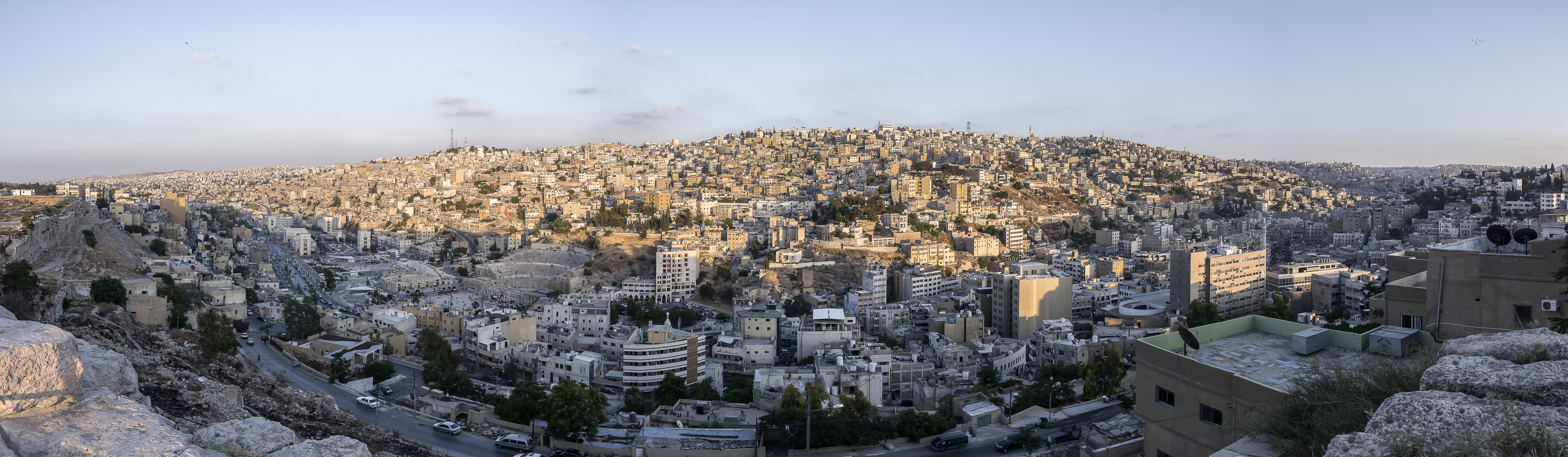
Vista della parte orientale di Amman dalla Cittadella

Il centro di Amman, la parte più antica della città posta intorno alla Cittadella, è stato progressivamente svalutato dalla vasta area urbana che lo circonda. Tuttavia, nonostante i cambiamenti, molto rimane del suo vecchio carattere. Così la città di fatto è suddivisa in due parti: quella antica con i suq, l'anfiteatro e le rovine romane; e quella moderna con grattacieli, pub, discoteche e grandi centri commerciali. Jabal Amman è una nota attrazione turistica nella vecchia Amman in quanto qui si trovano i più grandi suq cittadini, i musei più importanti, le antiche costruzioni, i monumenti e i siti culturali. Jabal Amman contiene anche la famosa via dell'Arcobaleno e il mercato Souk Jara.

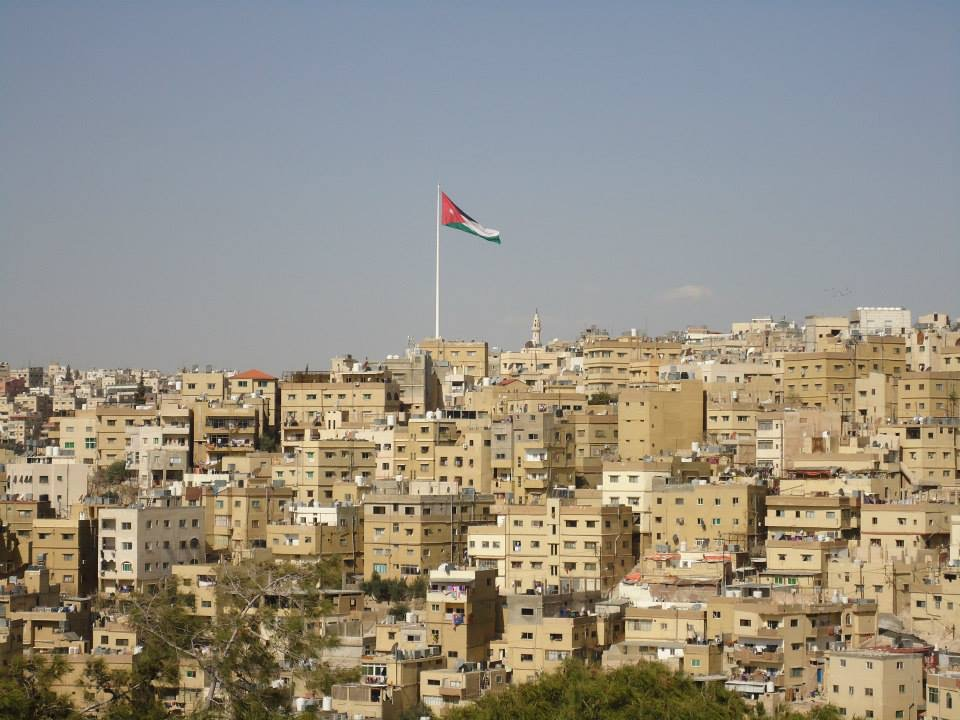
Edifici di Amman

Secondo le normative comunali l'altezza degli edifici residenziali è limitata a quattro piani sopra il livello della strada e, se possibile, ad altri quattro piani sotto. Gli edifici sono ricoperti di spesso calcare o arenaria bianca o beige. Gli edifici hanno solitamente balconi su ogni piano, ad eccezione del piano terra, che possiedono un cortile anteriore e uno sul retro. Alcuni edifici utilizzano tegole Mangalore sui tetti o sui portici coperti. Hotel, torri ed edifici commerciali sono ricoperti da pietra, plastica o vetro.
Al 2022, nelle aree di Zahran e Abdali, sono in costruzione diversi grattacieli che ospiteranno attività commerciali e direzionali.

## Società
La popolazione di Amman è estremamente variegata; la gran parte della popolazione della città è di origine palestinese; i palestinesi giunsero in massa in città prevalentemente tra gli anni 1940 e 1970, in particolare in occasione della guerra arabo-israeliana del 1948 e della guerra dei sei giorni del 1967; la comunità palestinese risulta sovrarappresentata nel mondo imprenditoriale ed è spesso associata ai quartieri benestanti di Amman ovest. La popolazione cittadina comprende inoltre una vasta proporzione di rifugiati siriani e iracheni, oltre a espatriati e lavoratori provenienti dal resto del mondo arabo, in particolare dall'Egitto, oltreché dall'Occidente e dal Sud-est asiatico. La città presenta un forte dislivello socioeconomico tra i quartieri occidentali, più moderni e benestanti, e i quartieri orientali più poveri.

### Religione

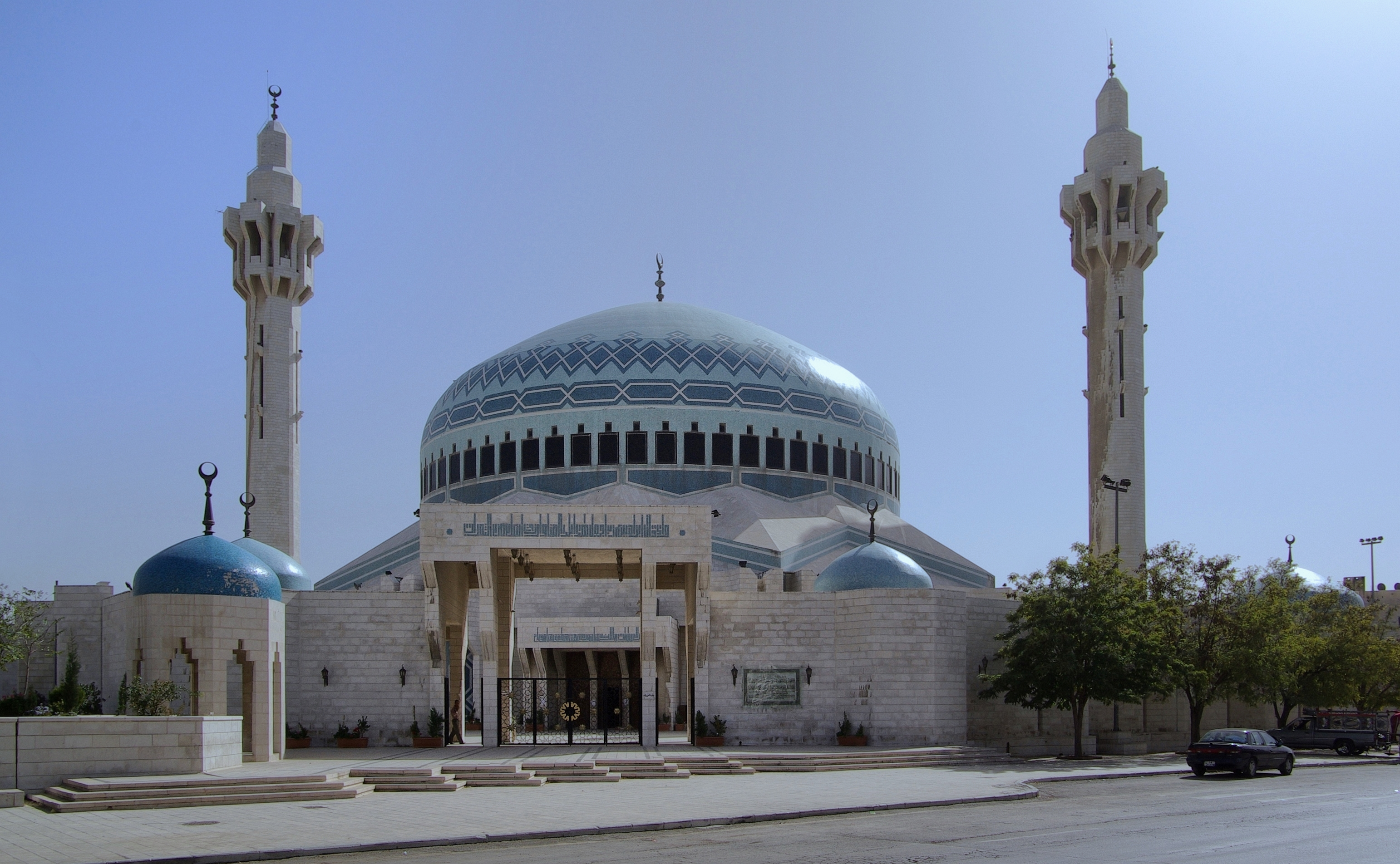
La moschea re Abdullah I

Amman possiede una popolazione prevalentemente musulmana sunnita e in città vi sono numerose moschee. Tra le principali vi è la Moschea re Abdullah I, costruita tra il 1982 e il 1989; essa è sormontata da una cupola a mosaico blu sotto la quale 3000 fedeli possono pregare. La moschea di Abu Darweesh, nota per il suo motivo a scacchi in bianco e nero, ha uno stile architettonico unico in Giordania. La moschea si trova su Jabal Ashrafieh, il punto più alto della città. Il suo interno è caratterizzato da pareti chiare e tappeti persiani.
Un gran numero di cristiani provenienti da tutta la Giordania, in particolare da al-Salt, e dalla Palestina si sono trasferiti ad Amman. La vicina al Fuheis è una città prevalentemente cristiana situata a nord-ovest della città. La grande maggioranza dei cristiani di Amman sono arabi di confessione greco-ortodossa; in città è poi presente una piccola comunità armeno-cattolica di circa 70 famiglie. Ad Amman hanno sede anche i tribunali ecclesiastici per le questioni di stato personale. Un totale di sedici chiese storiche si trovano nelle rovine di Umm ar-Rasas nel distretto di al-Jeezah; si ritiene che il sito inizialmente fungesse da accampamento romano fortificato, che divenne progressivamente un centro abitato intorno al V secolo d.C.. La città fu influenzata da diverse civiltà tra cui romani, bizantini e arabi. Il sito contiene alcuni pavimenti a mosaico ben conservati, in particolare quello presente sul pavimento della chiesa di Santo Stefano. Amman ha anche una piccola comunità di drusi.

## Cultura

### Musei

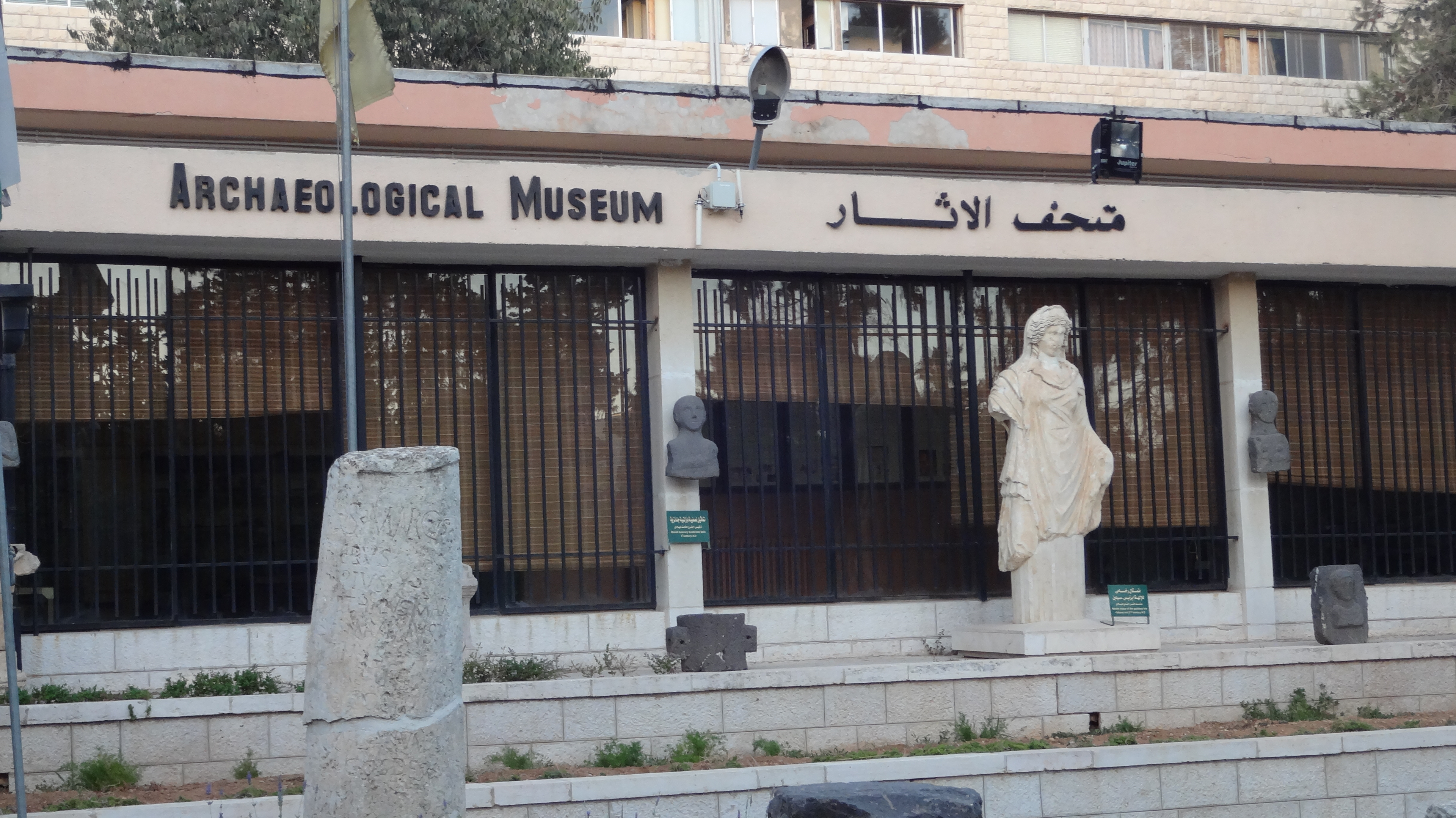
Ingresso del Museo della Giordania

In città si trova il Museo della Giordania, il più grande museo della nazione; in esso sono conservati gran parte dei più preziosi reperti archeologici ritrovati in Giordania, tra cui alcuni dei Rotoli del Mar Morto, le statue neolitiche in pietra calcarea di 'Ain Ghazal e una copia della Stele di Mesha. Altri musei situati ad Amman sono il Duke's Diwan, la Galleria nazionale di belle arti della Giordania, il Museo archeologico della Giordania, il Museo dei Bambini della Giordania, il Memoriale e Museo dei Martiri, il Museo Reale dell'Automobile, il Museo del Profeta Maometto, il Museo della Vita Parlamentare, il Museo del Folklore Giordano e i musei dell'Università della Giordania.

### Stile di vita

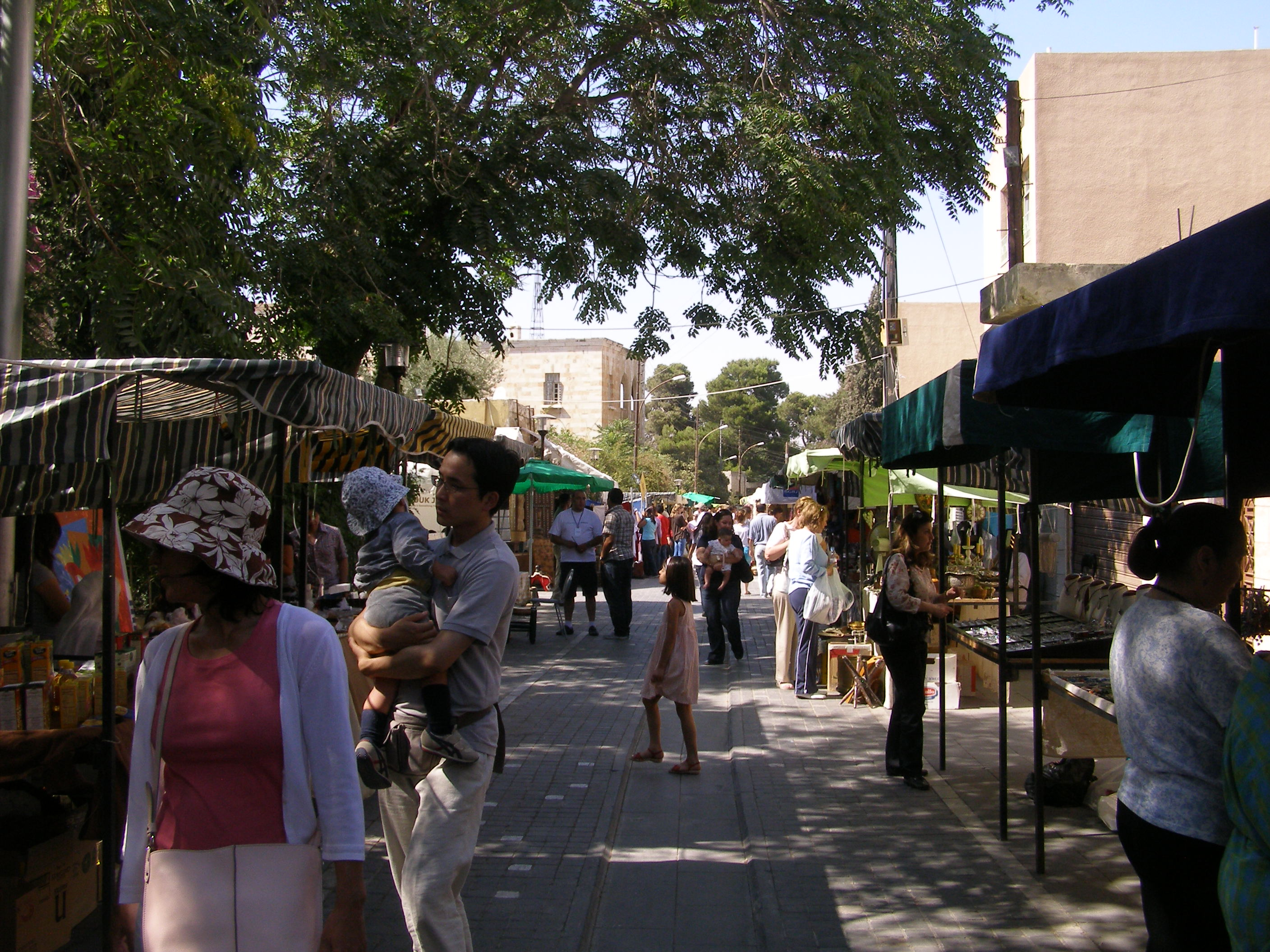
Souk Jara uno dei più celebri mercati di Amman

Amman è considerata una delle città più liberali del mondo arabo ed è considerata una delle destinazioni più popolari per immigrati e studenti universitari che vogliono vivere, studiare o lavorare nel Medio Oriente o nel mondo arabo in generale. La scena culinaria della città è cambiata, affiancando i suoi tradizionali chioschi di shawarma e falafel a molti famosi ristoranti internazionali e fast food, compresi ristoranti fusion asiatici, bistrot francesi e trattorie italiane. La città è diventata famosa per la sua scena culinaria raffinata tra gli espatriati occidentali e i turisti del Golfo Persico.
A partire dagli anni 2000 ad Amman sono stati inaugurati grandi centri commerciali. La via Al-Wakalat è la prima strada pedonale della città e su di essa si affacciano numerosi negozi di vestiti. La zona di Sweifieh è considerata il principale quartiere dello shopping cittadino.
Discoteche, bar con musica e narghilè sono presenti in tutta Amman, mutando l'antica immagine della città di capitale conservatrice del regno. Questa nuova scena della vita notturna è plasmata dalla giovane popolazione giordana. Oltre alla vasta gamma di locali in cui bere e ballare, Amman ospita eventi di intrattenimento culturale, incluso l'annuale Amman Summer Festival. Souk Jara è un mercato delle pulci settimanale che si tiene ogni venerdì per tutta l'estate. Sweifieh è considerato anche il quartiere a luci rosse non ufficiale di Amman, poiché ospita la maggior parte dei locali notturni e dei bar della città. Jabal Amman e Jabal al-Weibdeh ospitano anch'essi molti pub e bar, rendendo la zona popolare tra i giovani.
Le bevande alcoliche sono ampiamente disponibili nei ristoranti, nei bar, nelle discoteche e nei supermercati. Ci sono numerosi locali notturni e bar in tutta la città, specialmente nella zona occidentale. Nel 2011 si contavano 77 discoteche registrate in Giordania (esclusi bar e pub), per la maggior parte situate nella capitale. Nel 2009 vi erano 222 negozi di liquori registrati ad Amman.

### Cucina

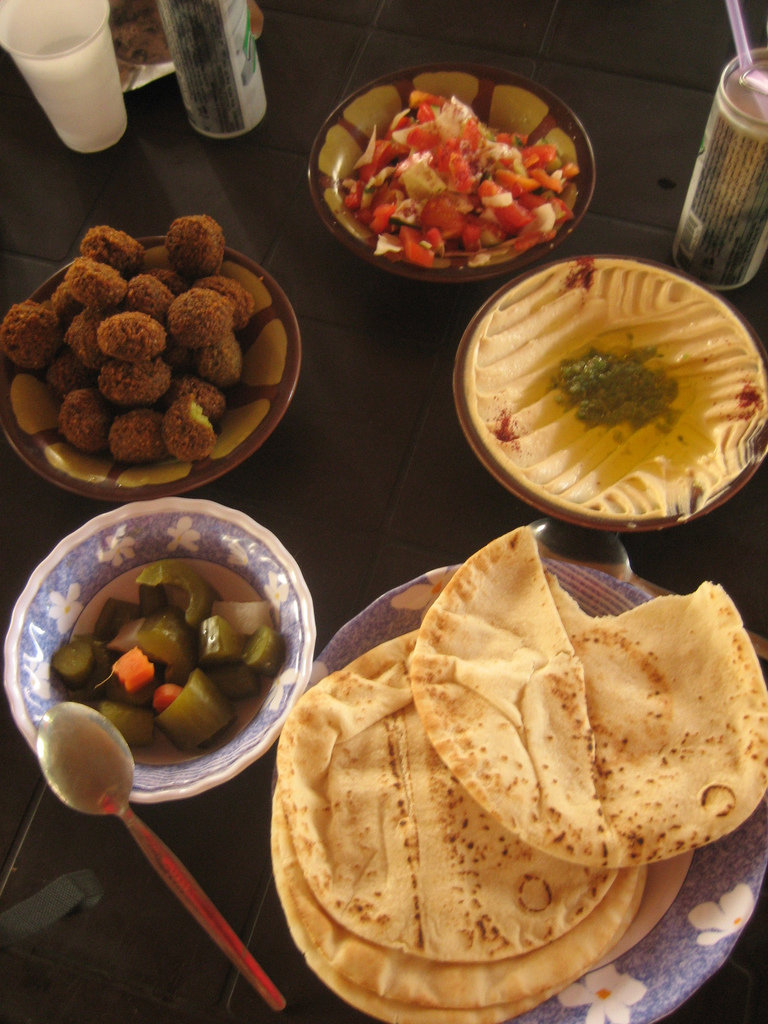
Tipica colazione giordana

Danielle Pergament del New York Times ha descritto la cucina Amman come il risultato di diverse cucine della regione, aggiungendo che combina «le verdure luminose del Libano, i falafel croccanti della Siria, i succosi kebab dall'Egitto e, più recentemente, i piatti di carne speziati del vicino Iraq. È conosciuta come il cibo del Levante, un antico termine per riferirsi all'area delimitata dal Mar Mediterraneo e dalla penisola arabica. Ma il cibo qui non è solo la somma delle sue calorie. In questo politicamente, religiosamente ed etnicamente angolo irto del mondo, è un simbolo di stirpi e identità». Tuttavia, in molti sostengono che sia cibo di strada a rendere distintiva la cucina di Amman.

## Geografia antropica

### Distretti

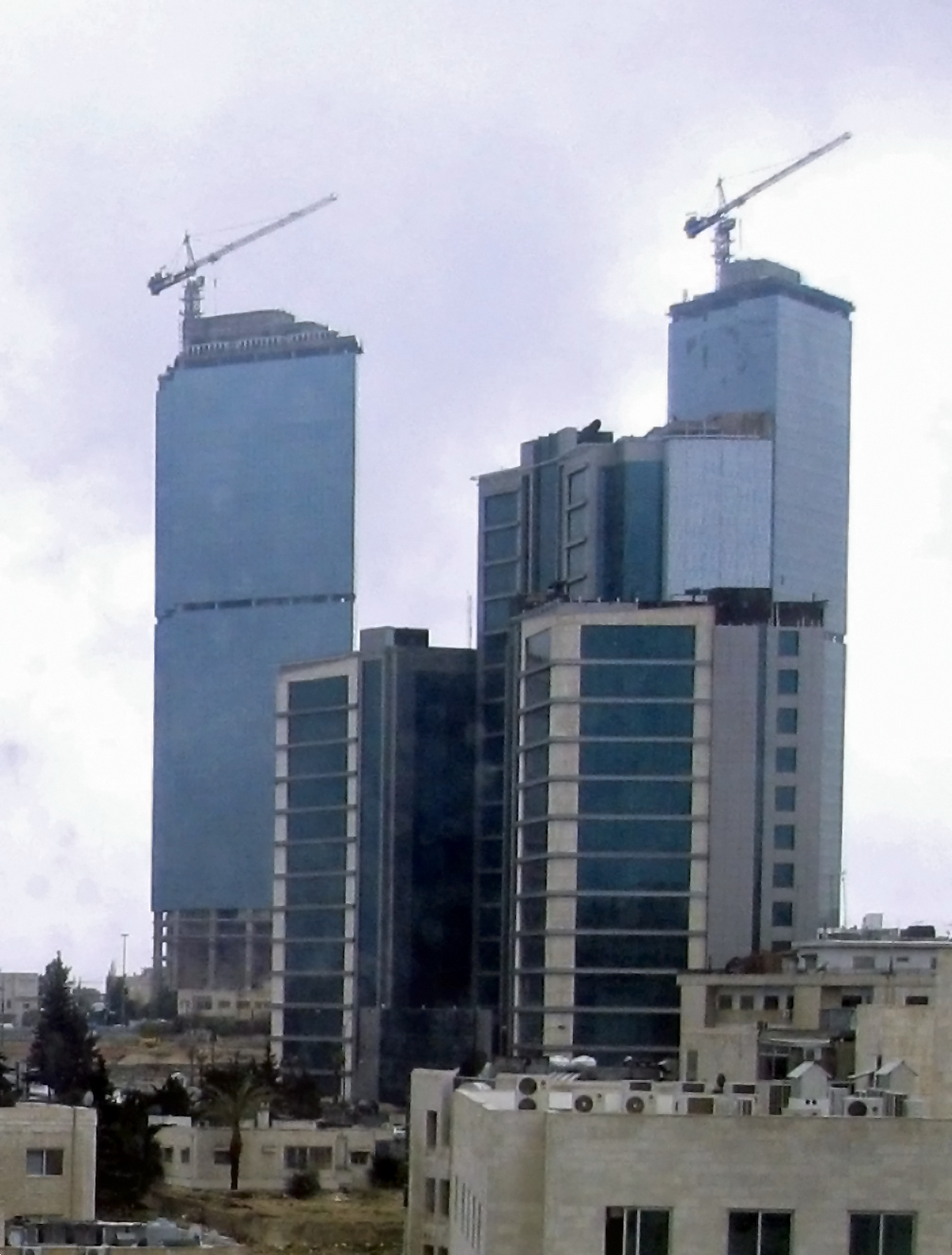
Torri, note come Jordan Gate

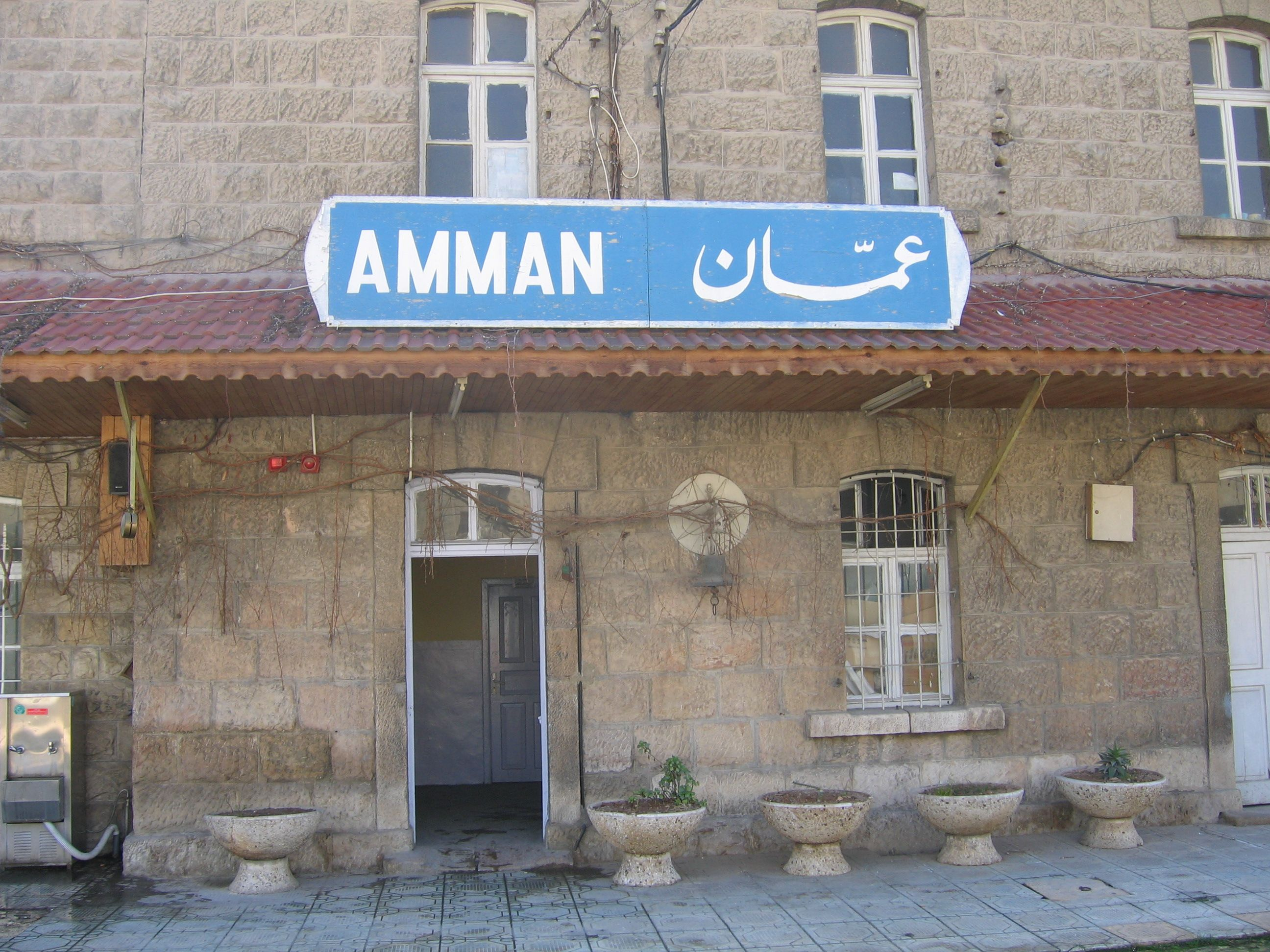
La vecchia stazione di Amman della ferrovia dell'Hegiaz

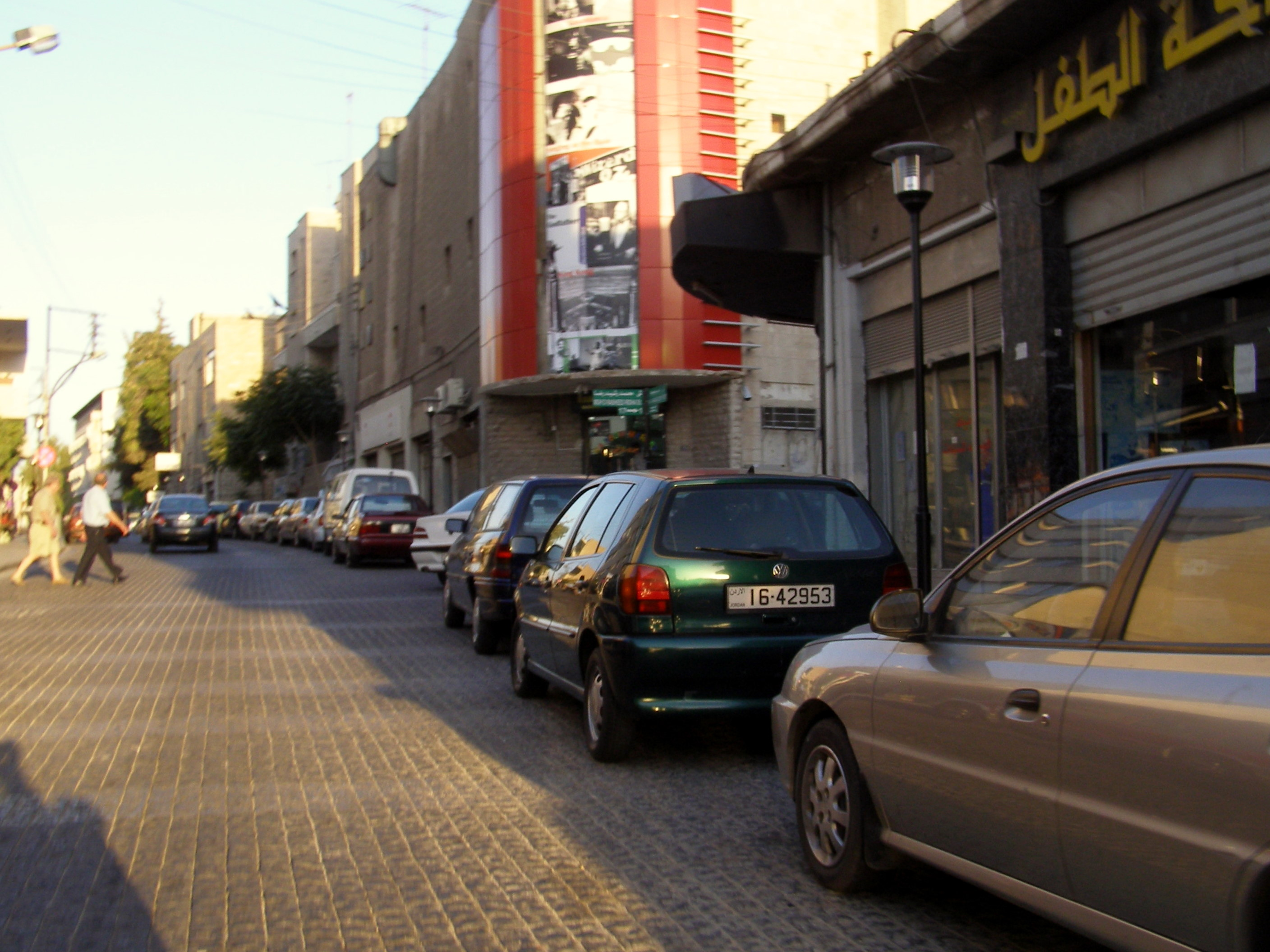
Il Rainbow Cinema di Jabal Amman, che si trova a Rainbow Street

Questo è un elenco di tutti i distretti di Greater Amman Municipality (GAM):
|    | Nome del distretto                               |
| -- | ------------------------------------------------ |
| 1  | al-ʿAbdalī                                       |
| 2  | Naṣr                                             |
| 3  | Umm al-Sammāq                                    |
| 4  | al-Quwaysima, al-Jubayha, Abū ʿAlanda e al-Raqīm |
| 5  | al-Yarmūk                                        |
| 6  | al-Jīza                                          |
| 7  | al-Muwaqqar                                      |
| 8  | al-Muqabalayn                                    |
| 9  | Badr                                             |
| 10 | Badr al-Jadīda                                   |
| 11 | Basmān                                           |
| 12 | Ḥusbān                                           |
| 13 | Jbeyha                                           |
| 14 | Khuraybat al-Sūq                                 |
| 15 | Marj al-Ḥammām                                   |
| 16 | Mārkā                                            |
| 17 | Medina                                           |
| 18 | Naʿūr                                            |
| 19 | Uḥud                                             |
| 20 | Raʾs al-ʿAyn                                     |
| 21 | Saḥāb                                            |
| 22 | Shafā Badrān                                     |
| 23 | Suwāylaḥ                                         |
| 24 | Tāriq                                            |
| 25 | Talāʿ al-ʿAlī                                    |
| 26 | Wādī al-Sīr                                      |
| 27 | Zahrān                                           |
| 28 | Khuldā                                           |

## Economia

### Settore bancario
Il settore bancario è una delle basi principali dell'economia giordana. Nonostante i disordini e le difficoltà economiche che hanno afflitto il mondo arabo dovute alle rivolte della primavera araba, anche nel 2014 il settore bancario giordano ha mantenuto la sua crescita. Nel suo complesso, il sistema bancario cittadino è composto da 25 istituti, 15 dei quali sono quotati alla Borsa di Amman. Amman è la sede per la banca internazionale Arab Bank, una delle più grandi istituzioni finanziarie del Medio Oriente, che serve clienti in oltre 600 filiali sparse in 30 Paesi in tutti cinque continenti. Arab Bank rappresenta il 28% del valore complessivo della Borsa di Amman ed è l'istituzione con il valore di capitalizzazione azionaria più alto per in borsa.

### Turismo
Amman è la quarta città araba più visitata e la nona per quanto riguarda la spesa dei visitatori internazionali. Nel 2011 circa 1,8 milioni di turisti hanno visitato la città spendendo sul posto oltre 1,3 miliardi di dollari L'espansione dell'aeroporto Internazionale Regina Alia è un esempio di un sostanzioso investimento promosso dalla Greater Amman Municipality nelle infrastrutture della cittadine. La recente costruzione di un sistema di trasporto pubblico e di una ferrovia nazionale, oltre all'ampliamento delle strade, hanno lo scopo di alleggerire il traffico generato dai milioni di visitatori che ogni anno si trovano in città.
Amman, e la Giordania in generale, è il fulcro del turismo medico del Medio Oriente con circa 250000 pazienti stranieri all'anno che si recano nelle strutture sanitarie cittadine con oltre 1 miliardo di dollari all'anno di spesa.

### Affari
Amman si presenta come centro d'affari. Lo skyline cittadino città viene continuamente trasformato dall'emergere di nuove costruzioni. Una parte significativa degli affari è confluita ad Amman dopo la guerra in Iraq del 2003. Il principale aeroporto della Giordania, l'aeroporto Internazionale Regina Alia, si trova a sud della città ed è l'hub della compagnia di bandiera del paese, la Royal Jordanian che è una delle principali compagnie aeree di tutta la regione. La compagnia ha sede nel distretto di Zahran. La Rubicon Group Holding e Maktoob, due importanti società di tecnologia dell'informazione, hanno sede in città, insieme a importanti imprese internazionali come l'Hikma Pharmaceuticals, una delle più grandi aziende farmaceutiche del Medio Oriente, e Aramex, la più grande azienda di logistica e trasporti del Medio Oriente.
In un rapporto prodotto dalla Dunia Frontier Consultants, Amman, insieme a Doha, Qatar e Dubai, sono gli hub preferiti dalle multinazionali che operano nella regione del Medio Oriente e del Nord Africa. Nella rivista FDI, la capitale della Giordania è stata indicata come la città mediorientale con il maggior potenziale per essere leader negli investimenti diretti esteri nella regione. Molte delle più grandi banche di investimento del mondo hanno propri uffici ad Amman, tra cui Standard Chartered, Société Générale e Citibank.

## Infrastrutture e trasporti

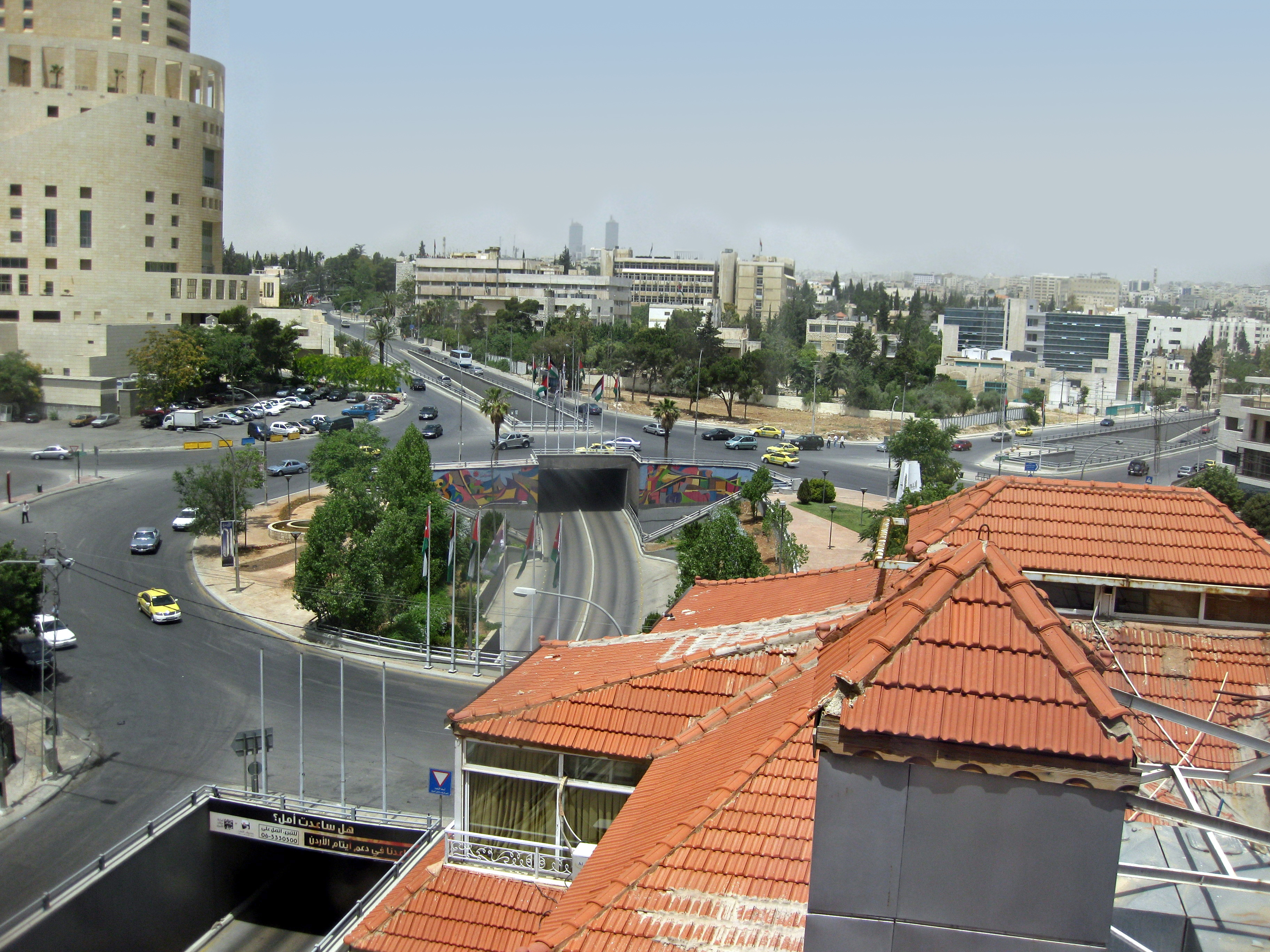
Via di Zahran

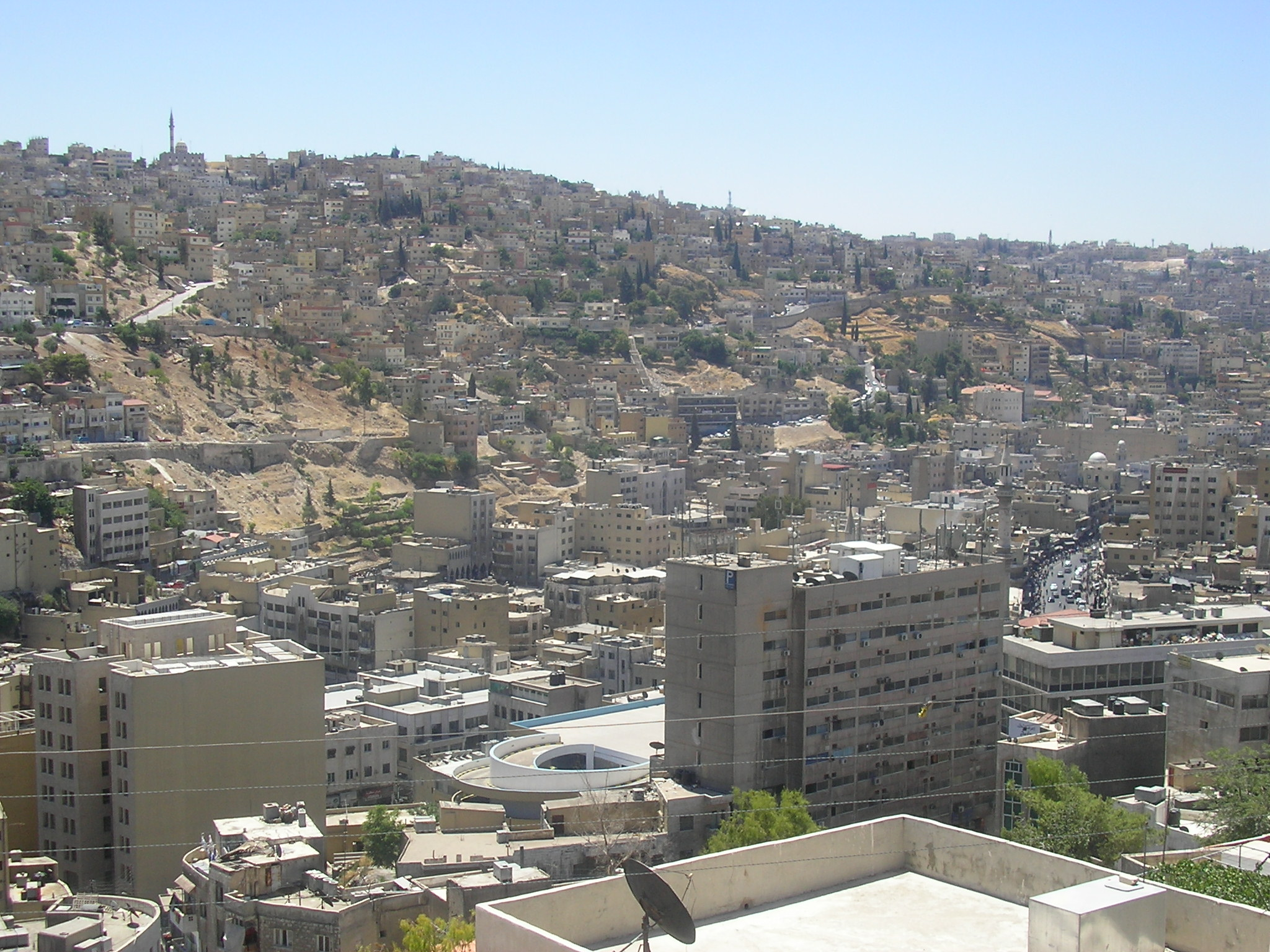
Panorama diurno di Amman

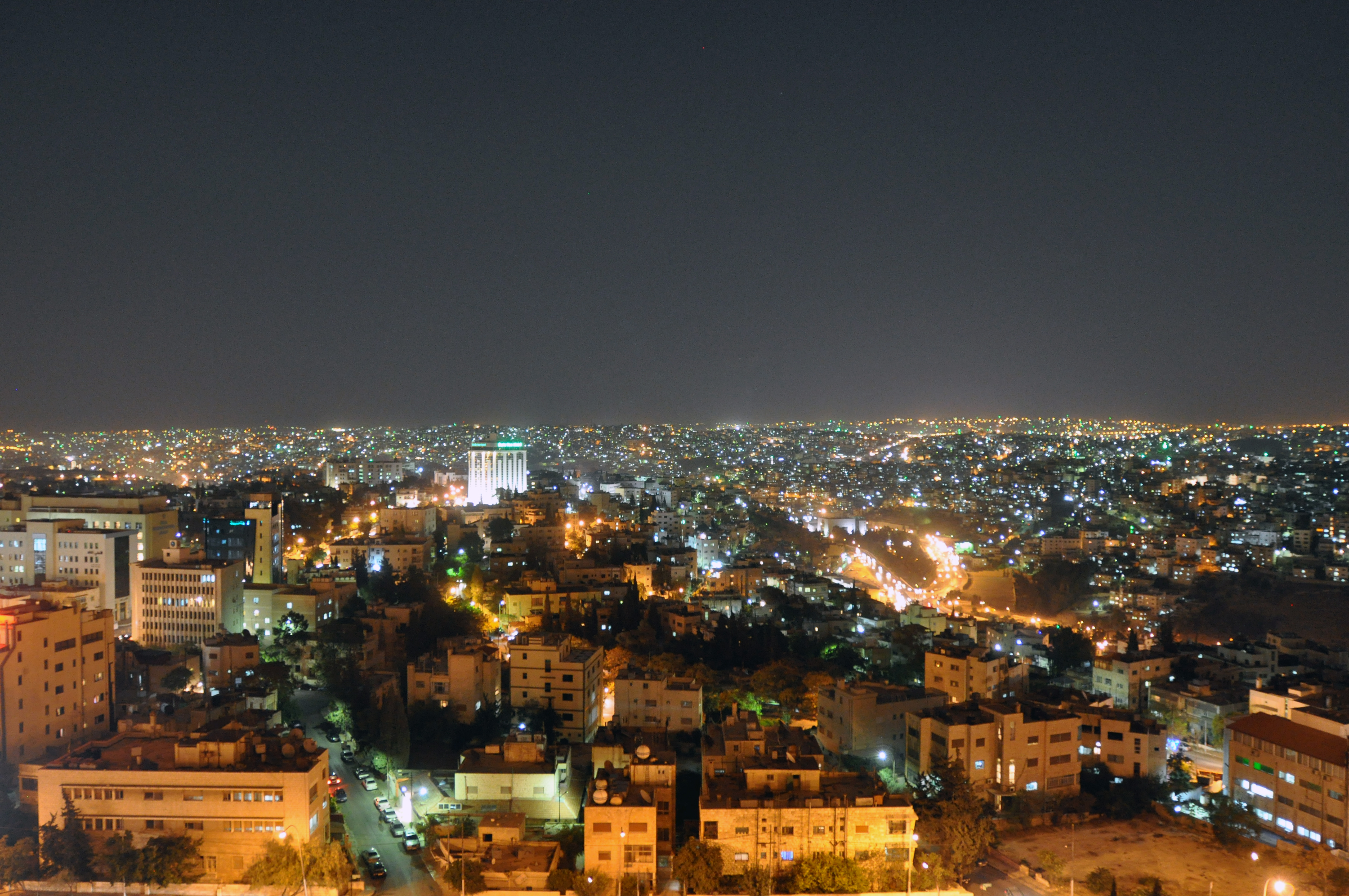
Vista notturna della città

### Aeroporti
L'Aeroporto Internazionale Queen Alia, situato a circa 30 minuti dalla capitale, è l'aeroporto più grande della Giordania, e hub della Royal Jordanian. L'aeroporto dispone di tre terminali: due per i passeggeri e uno per il traffico merci. Nel 2007 il traffico passeggeri è stato di 4-5 milioni, ma l'attuale ristrutturazione dell'aeroporto potrebbe ampliare il flusso dei passeggeri fino a 9 milioni. Il collegamento ferroviario, verrà potenziato, collegando l'aeroporto con Raghadan, Mahatta, e Zarqa.

### Strade
Amman dispone di un vasto sistema autostradale che collega ogni parte della città, e le città di Zarqa e Madaba. Dato il traffico della tratta Amman-Zarqa soprattutto durante le ore di punta, è in costruzione una nuova linea ferroviaria. Anche il traffico dei bus è ben organizzato e strutturato.

### Trasporto pubblico
Il sistema di trasporto di Amman, subirà una radicale trasformazione, è in progetto la costruzione di tre linee della metropolitana ad Amman. La prima fase è di due linee, rossa e verde, che collegherà la parte meridionale, centrale e settentrionale della città, con un transito ad Amman Plaza con alcuni collegamenti con il Nord e il Sud della periferia. La seconda fase consiste in una linea gialla che collegherà il nord e il sud di Amman, con il transito verso le linee verde e rossa, e verso il municipio. Il progetto dovrebbe costare più di mezzo miliardo di dollari. C'è anche il progetto della costruzione della funicolare Amman est che collegherà il vecchio centro della città con Jabal al-Qal'at. Questi progetti dovrebbero essere completati entro il 2016 con l'intero sistema di trasporto di capitale completato entro il 2025.
Amman sarà collegata con la Ferrovia nazionale del regno giordano che collegherà ad Amman con il resto del Regno e della regione. Questo progetto sarà completato entro il 2013.
Ci sono otto cerchi, o rotatorie, estese fino alla parte occidentale di Amman : tuttavia, la città non ha una ferrovia o metropolitana in grado di reggere il traffico cittadino, per cui tutte le strade saranno collegate con la capitale aumentando la capacità di traffico di Amman.
Il trasporto pubblico (autobus e taxi), collega la città con le zone limitrofe; le due principali stazioni di autobus e taxi sono Abdali (nei pressi della moschea di ʿAbd Allāh, e del parlamento e palazzo di giustizia). Dato il turismo nel mesi estivi, specialmente proveniente dal Golfo Persico, la città può subire una notevole congestione del traffico nelle ore di punta.

## Amministrazione

### Gemellaggi
- Chicago
- Cincinnati
- Mostar[82]